# Frankelina Rodríguez
Frankelina Rodríguez (25 de outubro de 1978) é uma jogadora de vôlei de praia venezuelana.

## Carreira
Com Milagos Cova conquistou a medalha de prata nos Jogos Centro-Americanos e do Caribe de 2002 de San Salvador, já na edição de 2006 ao lado de Alejandra García conquistou o bronze em Cartagena das Índias